# Cún
Cún je selo u južnoj Mađarskoj.
Zauzima površinu od 18,43 km četvorna.

## Zemljopisni položaj
Nalazi se na 45° 48' 45" sjeverne zemljopisne širine i 18° 4' 1" istočne zemljopisne dužine, u Ormánságu.
Adorjás, Kisszentmárton i Idvik su 3 km sjeverozapadno, Drávapiski su 2 km sjeverozapadno, Vejtiba je 7 km zapadno, Kémes je 1,5 km sjeveroistočno, Spornica je 2 km, a Tišna 3 km istočno. 

## Upravna organizacija
Upravno pripada Šikloškoj mikroregiji u Baranjskoj županiji. Poštanski broj je 7843. 
U selu djeluje jedinica romske manjinske samouprave.

## Stanovništvo
Cún ima 258 stanovnika (2001.). Mađari su većina. Roma je oko 12%. Rimokatolika je 64%, kalvinista je 23%, nekoliko grkokatolika te ostalih.

## Vanjske poveznice
- Cún na fallingrain.com